# Belle Glade
Belle Glade ist eine Stadt im Palm Beach County im US-Bundesstaat Florida.
Das U.S. Census Bureau hat bei der Volkszählung 2020 eine Einwohnerzahl von 16.698 ermittelt.
Das Stadtgebiet hat eine Fläche von 12,1 Quadratkilometer, davon sind 0,1 Quadratkilometer Wasseroberfläche. Belle Glade ist die größte Stadt innerhalb eines Gebiets von 2,86 Millionen Acres (11.600 km²) in den subtropischen Everglades im Herzen Floridas.

## Geographie
Belle Glade liegt im Südosten Floridas, am Lake Okeechobee, rund 100 Kilometer nordwestlich von Hialeah und 50 Kilometer vom Atlantik entfernt.

### Klima
Das Klima ist mild und warm. Statistisch regnet es in den Sommermonaten an durchschnittlich 40 % der Tage, wenn auch nur kurzfristig. Die höchsten Temperaturen sind im Mai bis Oktober, mit bis zu 33 °C. Die kältesten Monate von Dezember bis Februar mit durchschnittlich nur 16 °C. Schneefall ist in der Region nahezu unbekannt.

## Geschichte
Am 9. April 1928 wurde Belle Glade, das kurz zuvor noch „Hillsboro“ hieß, als Stadt aufgenommen, mit einer Einwohnerzahl von ca. 500 Menschen. Am 16. September 1928 wurden große Teile der Stadt und des Umlandes durch einen vom Atlantik kommenden Sturm zerstört. 1.600 bis 2.500 Menschen verloren an diesem Tag ihr Leben.
In der Nähe von Belle Glade wurde in der Zeit zwischen März und Dezember 1945 eines der insgesamt 22 Kriegsgefangenenlager in Florida für ca. 250 deutsche Soldaten eingerichtet.

### Religionen
In Belle Glade gibt es 40 verschiedene Kirchen mit 13 verschiedenen Konfessionen. Unter den zu einer Konfession gehörenden Kirchen ist die Baptistengemeinde mit 7 Kirchen am stärksten vertreten. Konfessionslose Kirchen gibt es 14 (Stand: 2004).

### Demographische Daten
Laut der Volkszählung 2010 verteilten sich die damaligen 17.467 Einwohner auf 6368 Haushalte. Die Bevölkerungsdichte lag bei 1455,6 Einw./km². 31,1 % der Bevölkerung bezeichneten sich als Weiße, 56,2 % als Afroamerikaner, 0,2 % als Indianer und 0,5 % als Asian Americans. 10,0 % gaben die Angehörigkeit zu einer anderen Ethnie und 2,0 % zu mehreren Ethnien an. 34,2 % der Bevölkerung bestand aus Hispanics oder Latinos.
Im Jahr 2010 lebten in 47,1 % aller Haushalte Kinder unter 18 Jahren sowie 24,7 % aller Haushalte Personen mit mindestens 65 Jahren. 71,4 % der Haushalte waren Familienhaushalte (bestehend aus verheirateten Paaren mit oder ohne Nachkommen bzw. einem Elternteil mit Nachkomme). Die durchschnittliche Größe eines Haushalts lag bei 3,06 Personen und die durchschnittliche Familiengröße bei 3,61 Personen.
35,0 % der Bevölkerung waren jünger als 20 Jahre, 25,8 % waren 20 bis 39 Jahre alt, 24,9 % waren 40 bis 59 Jahre alt und 14,4 % waren mindestens 60 Jahre alt. Das mittlere Alter betrug 31 Jahre. 50,0 % der Bevölkerung waren männlich und 50,0 % weiblich.
Das durchschnittliche Jahreseinkommen lag bei 27.895 $, dabei lebten 38,1 % der Bevölkerung unter der Armutsgrenze.
Im Jahr 2000 war Englisch die Muttersprache von 61,03 % der Bevölkerung, spanisch sprachen 26,87 % und 12,10 % hatten eine andere Muttersprache.

## Sehenswürdigkeiten
Am 8. Oktober 2014 wurde die Old Belle Glade Town Hall in das National Register of Historic Places eingetragen.

## Verkehr
Durch die Stadt führen die Florida State Roads 15 und 80.
Mit dem Flugzeug ist die Stadt international über folgende Flughäfen gut zu erreichen: Palm Beach International Airport in West Palm Beach, etwa 60 Kilometer entfernt, den Fort Lauderdale-Hollywood International Airport bei Fort Lauderdale, etwa 85 Kilometer entfernt, und den Miami International Airport in Miami, etwa 100 Kilometer entfernt. Für nationale Flüge bieten sich auch folgende weitere Flughäfen an: Der Belle Glade State Municipal Airport in Belle Glade selbst, der Palm Beach Co Glades Airport in Pahokee, etwa 10 Kilometer entfernt, sowie der Airglades Airport in Clewiston, etwa 40 Kilometer entfernt.

## Wirtschaft
Die hauptsächlichen Beschäftigungszweige sind: Ausbildung, Gesundheit und Soziales: (21,2 %), Agrar- und Forstwirtschaft, Fischfang, Minenbetriebe: (18,9 %), produzierendes Gewerbe: (11,7 %).
Belle Glade ist Sitz der Sugarcane Growers Cooperative (SCGC), die am Ort eine Rohrzuckerfabrik betreibt. Während der Ernte sind dort ca. 550 Menschen beschäftigt.
Das Gefängnis von Belle Glade, die Glades Correctional Institution, wurde 1932 gegründet, beschäftigte ca. 350 Mitarbeiter und hatte Platz für 918 Häftlinge. Am 1. Dezember 2011 wurde es geschlossen.

## Schulen
- Gove Elementary School, etwa 800 Schüler
- Pioneer Park Elementary Scholl, etwa 700 Schüler
- Glade View Elementary School, etwa 500 Schüler
- Lake Shore Middle School, etwa 1200 Schüler
- Glades Central High School, etwa 1350 Schüler

## Weiterführende Bildungseinrichtungen
Weiterführende Bildungsmöglichkeiten gibt es in der Stadt selbst nicht. Folgende Institute in einem Umkreis von bis zu 100 km, bieten sich an:
- Palm Beach Atlantic College in West Palm Beach, etwa 65 km entfernt, ca. 2100 Studenten
- Palm Beach Community College in Lake Worth, etwa 65 km entfernt, ca. 8300 Studenten
- Florida Atlantic University in Boca Raton, etwa 70 km entfernt, ca. 14.300 Studenten
- Keiser College in Fort Lauderdale, etwa 80 km entfernt, ca. 2800 Studenten
- Indian River Community College in Fort Pierce, etwa 90 km entfernt, ca. 6000 Studenten.

## Kliniken
Am Ort selbst gibt es das Glades General Hospital. In der Umgebung gibt es drei weitere Kliniken: Das Hendry Regional Medical Center in Clewiston, etwa 35 Kilometer entfernt, das Palms West Hospital in Loxahatchee, etwa 40 Kilometer entfernt, und das Wellington Regional Medical Center in West Palm Beach, etwa 50 Kilometer entfernt.

## Parks und Sportmöglichkeiten
Es gibt ein kleines Angebot von verschiedenen Stadtparks sowie mehrere sportliche Einrichtungen sowie Spielwiesen und Möglichkeiten zum Camping und Grillen.

## Kriminalität
Die Kriminalitätsrate lag im Jahr 2010 mit 940 Punkten (US-Durchschnitt: 266 Punkte) im hohen Bereich. Es gab vier Morde, elf Vergewaltigungen, 71 Raubüberfälle, 267 Körperverletzungen, 400 Einbrüche, 769 Diebstähle, 60 Autodiebstähle und sieben Brandstiftungen.

## Söhne und Töchter der Stadt
- Carl Williams (1959–2013), Schwergewichtsboxer
- Barkevious Mingo (* 1990), Footballspieler
- Kelvin Benjamin (* 1991), Footballspieler